# Développement de Windows XP
Le développement de Windows XP a commencé en 1999 avec le projet appelé Microsoft Neptune. Windows XP a été développé sur 20 mois (de décembre 1999 jusqu'en août 2001) et est sorti le 25 octobre 2001.

## Reprise de Microsoft Windows Neptune
Sortie en version alpha en 1999, cette version-ci est basée sur le code de Windows 2000. La sortie était planifiée en 2001 et présentée comme une version familiale de Windows 2000. Aux alentours de l'an 2000, Microsoft Neptune et le projet Odyssey ont été fusionnés pour former le projet Whistler.

## Début du projet Whistler
La compilation 2211 construite le 20 mars 2000 est la première version sous le nom de Whistler. Celle-ci était composée du noyau de Windows 2000 et de Microsoft Neptune auxquels venaient s'ajouter quelques mises à jour et correctif de bug.
La compilation 2223.1 construite le 11 avril 2000 a été présenté au WinHEC (Windows Hardware Engineering Conference) en avril 2000.
Le 30 juin 2000, Microsoft annonce le début du programme d'essai aux bêta testeurs.

### Introduction du style visuel
À partir de la compilation 2250, Microsoft a présenté la nouvelle interface utilisateur développée pour Whistler. « Visual Styles », comme on l'appelait au cours de cette phase, est basé sur un moteur de skinning semblable à celui de WindowBlinds de Stardock. Durant cette période, Microsoft a aussi introduit le thème « Professional » (plus tard rebaptisé « Aquarelle »), pour l'abandonner en janvier 2001. Également au cours de cette période, Microsoft a commencé le développement d'une nouvelle apparence pour le menu « Démarrer ».
La Compilation 2250 (numéro main.000628-2110) fut la première version de Whistler disponible aux testeurs, lancée le 13 juillet 2000 au Professional Developers Conference ( PDC) en Floride. Il était très proche de Windows 2000 et Windows ME et n'offrait pas beaucoup de nouvelles fonctionnalités, mais il a été le premier à utiliser les fonctionnalités du nouveau Styles Visuels. Était également présent le panneau de configuration. Le nouveau menu Démarrer était caché sur cette version.
La Build 2257 (numéro de compilation idx01.000810-2103) sortit en août 2000, après un mois d'inactivité. Cette compilation incluait le nouveau menu Démarrer de l'interface utilisateur, et elle était la première à présenter les résultats de l'initiative « bureau propre » de Microsoft. Le Professional Visual Style a également été amélioré avec de nouvelles couleurs. C'est aussi la première compilation à inclure le Pare-feu Windows de Microsoft.
La Build 2267 (numéro de compilation idx01.000910-1316) sortit le 3 octobre 2000. Elle offrait de petites améliorations, mais pas de nouvelles fonctionnalités majeures. Mais elle permettait à l'utilisateur de modifier le « look and feel » du système avec une boîte de dialogue « Propriétés d'affichage » efficace. La Build 2267 introduisit aussi le « Centre de compatibilité », qui permettrait enfin aux utilisateurs de rechercher quels périphériques sont compatibles avec ce système d'exploitation. 
La Build 2287 (identifiée par le code beta1.001012-1640) était la compilation annoncée comme la pré-bêta 1. Elle présentait une procédure d'installation repensée, un Centre d'Aide et Support amélioré (les versions précédentes provenaient de Windows ME), et des améliorations de l'interface utilisateur. C'était également la première version à utiliser les mises à jour dynamiques, une nouvelle fonctionnalité d'installation.

## Sortie de la bêta 1
La Bêta 1 (Build 2296, numéro de compilation 2296.beta1.001024-1157) sortit le 31 octobre 2000. Dans cette compilation, le menu Démarrer était remplacé par un nouveau menu Démarrer simple, un bloc de tâches basé sur MMC et conçu pour rendre plus facile l'accès aux applications fréquemment utilisées. C'était la première compilation à grouper les boutons similaires de la barre des tâches et de cacher les icônes inactives de la barre des tâches. La compatibilité fut aussi ajoutée à cette compilation. Le changement d'utilisateur était activé dans cette compilation. À ce stade de développement, le 13 novembre 2000, Microsoft annonça que Whistler allait être nommé « Windows 2001 ». Plus tard, ce nom fut abandonné.

## Sortie de la bêta 2
Des changements variés ont été implémentés dans ces compilations depuis la bêta 1. Ces compilations étaient marquées « Bêta 2 » bien qu'elles soient seulement des versions pre-bêta 2. Durant cette période, Microsoft annonça qu'ils n'avaient pas de projet de sortir un quelconque type d'application pour créer des thèmes donc que les utilisateurs pourraient faire leur propre environnement graphique à utiliser avec Visual Styles. À partir de la build 2410, l'icône de la Corbeille fut déplacée par défaut dans le coin inférieur droit du bureau, dans un mouvement évident se voulant comme un « poke » à Apple (Apple Computer, Inc. à cette époque).
La Build 2410 (référence de compilation idx02.0011212-1507) fut distribuée aux testeurs le 4 janvier 2001. Elle comportait un nombre important de nouvelles fonctionnalités, comme de nouvelles icônes très colorées, un changement du thème Professional en « Watercolor », des changements mineurs au menu démarrer, une nouvelle apparence pour l'environnement graphique, diverses améliorations et corrections et l'inclusion de Internet Explorer 6.0 with the new Media and IM Explorer bars, Outlook Express 6.0, Windows Movie Maker 1.1, Lecteur Windows Media 8.0, MSN Explorer 1.1, et Internet Information Services 5.1.
La Build 2416 (référence de compilation idx01.010104-1958) fut distribuée aux testeurs le 16 janvier 2001. Elle incluait un Centre d'Aide et de Support plus attractif, la prise en charge du MP3 dans le Lecteur Windows Media 8, un nouvel assistant de transfert de fichiers et paramètres, un menu démarrer en cascade, de nouvelles options de performance, et l'intégration des propriétés système dans la restauration système.
La Build 2419 (numéro de compilation idx02.010113-1154) fut distribuée aux testeurs le  23 janvier 2001. Elle introduisit la procédure d'installation de la version finale de Windows XP, et la plupart des fonds d'écran disponibles dans la version finale de Windows XP. Ce fut la première compilation à utiliser le système du Windows Product Activation, ajouté pour aider à contrer le piratage. Ce fut également la dernière version à contenir le thème Watercolor.

## Changement de nom pour Windows XP
À la fin du mois de janvier 2001, la dénomination finale de Whistler devint une telle question que les sites d'information et de rumeurs commencèrent même à publier leurs suppositions. Finalement, le nom « XP » fut utilisé, pour « experience ». Microsoft a annoncé le nom final de « Whistler » le 5 février 2001. Dès lors, Whistler fut connu en tant que Windows XP. Le même jour, une démonstration privée de Whistler (builds 2428 et 2432) fut présentée à des critiques techniques chez Microsoft. Dans ces compilations, un nouveau style visuel appelé « Luna » fut ajouté, remplaçant le style Watercolor. 
La Build 2428 (référence de compilation idx01.010129-1827) fut distribuée aux testeurs et critiques le 13 février 2001. Il n'y avait pas beaucoup de changements par rapport à la build 2419, mis à part le fait que c'était la première build à utiliser le thème Luna. L'écran de démarrage et l'écran de connexion furent également modifiés.
La Build 2446 (référence de compilation main.010224-2228) fut distribuée aux testeurs le 5 mars 2001. Cette compilation comportait de nombreuses améliorations de l'interface, des mises à jour du contenu du centre d'Aide et Support pour les tâches multimédia et des mises à jour pour la Connexion au Bureau à distance.

## Préparation pour le «Release Candidate 1»

### Prise en charge du Wi-Fi et de la version USB 2.0
Répondant à la critique que le prochain standard de l'USB 2.0 ne serait pas pris en charge par Windows XP, Microsoft adressa une lettre à ses clients le 23 avril 2000 expliquant la décision. « Microsoft est un grand partisan à la fois de l'USB 2.0 et du Bluetooth, aussi bien que d'autres standards de connexion et de sans-fil, comme l'IEEE 802.11b, IEEE 1394, et l'USB 1.0 », écrivit Carl Stork, Directeur Général du Windows Hardware Strategy. « Nous nous sommes et nous restons engagés à prendre en charge ces nouveaux standards dans Windows XP et d'autres de nos système d'exploitation. Le problème pour l'USB 2.0 et Bluetooth est seulement le moment de la disponibilité de la prise en charge native pour Windows XP, et non une quelconque décision de choisir une technologie au détriment d'une autre. À cause du manque de qualité des périphériques à tester, et parce que Windows XP doit être prêt pour les PC qui seront distribués à la saison estivale de 2001, Windows XP ne prendra pas nativement en charge chacune de ces technologies quand il sera distribué au début de sa commercialisation aux fabricants de PC. Le but de Microsoft est de fournir la prise en charge à la fois pour Bluetooth et l'USB 2.0 rapidement après le lancement de Windows XP. » Dès fin juillet, la compagnie proposait déjà des pilotes bêta pour l'USB 2.
La Build 2465 (référence de compilation 2465.idx01.010412-2007) sortit pour les testeurs le 26 avril 2001. Elle montrait pour la première fois le nom Windows XP sur l'écran de bienvenue, ainsi que des icônes ombragées sur l'écran de bienvenue, qui s'illuminaient au survol de la souris. Le nouveau fond d'écran par défaut était Colline verdoyante, plutôt que « Désert sous la Lune », et cela resta le cas jusqu'à la RTM. Plus important, le nouveau Lecteur Media était inclus pour la première fois, avec par défaut une nouvelle chanson de David Byrne. Le menu démarrer comportait de nouvelles icônes et Microsoft inclut beaucoup de nouvelles images d'arrière-plan (Ascent, Automne, etc).
La Build 2469 (référence de compilation idx02.010508-1228) sortit pour les testeurs le 12 mai 2001. Des changements majeurs au réseau et davantage de pilotes étaient présents dans cette build. Cette build comportait aussi des mises à jour mineures de l'Assistant de connexion réseau, l'assistant de service de connexion à distance; à l'amélioration du noyau, de la technologie Plug and Play et de la gestion de l'alimentation; des performances, de la fiabilité, de la durée de démarrage, de lancement des applications, de l'installation, de la désinstallation, et de la migration depuis Windows 98/ME; des services de sécurité et des actions pour les répertoires spécifiques (Ma Musique, Mes Images…), principalement de nouvelles restrictions pour la connexion locale avec des mots de passe vides; et des améliorations pour l'aide, la gestion du système, et l'assistance/le bureau à distance.
La Build 2474 (référence de compilation main.010508-1907) sortit en interne le 17 mai 2001. Elle ne fut pas déclinée aux testeurs, mais elle fut la première build à présenter la nouvelle interface d'activation de produit, désormais basée sur des boîtes de dialogue adoptant le nouveau style XP. Ce fut aussi la première build à inclure une bêta de Windows Messenger 4.
La Build 2475 (référence de compilation idx01.010514-2023) sortit pour les testeurs le 24 mai 2001. Cette build présentait un nouvel écran de boot avec un écran noir comportant le logo de Windows XP, une nouvelle vidéo d'introduction, un écran de Bienvenue dans Windows avec une fenêtre sans bordures, une animation de drapeau ondulant sur l'écran de Bienvenue qui fut plus tard abandonnée, une icône pour l'Assistance à distance à la racine du menu « Tous les programmes », et diverses visites guidées interactives de Windows XP et du Lecteur Windows Media dans le Centre d'Aide et Support. L'installateur affichait « RC1 » (Release Candidate 1) durant la procédure d'installation.
La Build 2481 (numéro de compilation main.010523-1905) sortit en interne le 1er juin 2001 et fut livrée aux testeurs le 6 juin. Cette build comportait des améliorations, incluant une nouvelle visite guidée de Windows XP et deux thèmes graphiques basés sur le thème Luna. Ensuite appelés « Homestead » et « Metallic », pour leurs couleurs vertes et grises respectivement, les thèmes figuraient parmi beaucoup d'autres sur lesquels Microsoft travaillait, mais seulement ces deux-là furent inclus dans la version finale. 
Après que la Build 2481 sortit, il n'y eut plus de changements dans l'environnement graphique de Windows XP, signifiant que l'interface était très proche de ce qu'elle allait être dans le produit fini. La compatibilité matérielle fut également finalisée, signifiant que Microsoft n'implémenta pas la prise en charge de plus de périphériques que prévu.
La Build 2486 (référence de compilation main.010602-1927) sortit pour les testeurs le 15 juin 2001. Pour la première fois, cette build de Windows XP Édition Familiale pouvait prendre en charge plusieurs moniteurs, incluant la dual-view. Précédemment, Microsoft avait déclaré que l'Édition Familiale ne prendrait qu'un seul écran en charge. La build 2486 fut également la première build à inclure les quatre « images exemple » embarquées dans la RTM de Windows XP.
La Build 2494 (référence de compilation main.010613-1739), sortie pour les testeurs le 21 juin 2001, était la première à offrir une info-bulle d'aide aux utilisateurs pour utiliser leur login Windows en tant que Passport. C'était de plus la première build à proposer la nouvelle interface pour Windows Messenger.

## Sortie du «Release Candidate 1»
Le 2 juillet 2001, Microsoft sortit la Build 2505 (référence de compilation main.010626-1514) en tant que « Release Candidate 1 » (RC1). Il n'y avait pas de changements par rapport aux précédentes builds. Ce fut la première build disponible pour le public via le Windows XP Preview Program (WPP) depuis la Bêta 2. 
« Les retours que Microsoft a reçu de plus d'un demi-million de bêta-testeurs nous disent clairement que les gens sont très exaltés par les expériences que Windows XP procure et que nous sommes en passe de fournir le système à nos clients », dit Jim Allchin, vice-président du département Windows Microsoft, se référant aux nombreux retours que Microsoft avait reçu. « La sortie de la RC1 souligne l'engagement profond de Microsoft à l'excellence et à la fourniture d'un produit de la plus haute qualité à nos client le 25 octobre. »

## Préparation et sortie du «Release Candidate 2»
Le 7 juillet 2001, Amazon.com mit par erreur Windows XP en vente sur son site, en incluant des images de la boîte. Microsoft demanda à la société de retirer les pages, ce qu'elle fit, bien qu'Amazon fit la même erreur un jour avant que Windows XP sorte auprès des revendeurs. Amazon commit plus tard une autre erreur quand ils révélèrent les prix de Windows Vista avant sa sortie.
Mi-2001, Microsoft révéla qu'une version intermédiaire de Windows, connue sous le nom de code « Longhorn », finalement nommée « Windows Vista », suivrait Windows XP, repoussant la date de sortie de Windows Vienna (à l'époque « Blackcomb ») d'au moins deux ans. La Build 2520 (référence de compilation main.010717-1624) sortit également le même jour. Il n'y avait pas de changements depuis les précédentes builds bien que ce fut la première build à comprendre la possibilité de suppression d'Internet Explorer de Windows XP.
La Build 2526 (référence de compilation of xpclient.010724-1758) sortit finalement en tant que « Release Candidate 2 » (RC2) le 27 juillet 2001. La RC2 n'incluait aucune nouvelle fonctionnalité, bien qu'il fût possible de désinstaller Internet Explorer, mais c'était la première version que le grand public vit. Microsoft indiqua que la RC2 était essentiellement une version destinée à corriger des bugs et à mettre en place les dernières finitions.

## Sortie du «Release to Manufacturer»
La Build 2535 (référence de compilation 2535.xpclient.010803-1621) sortit le 8 août 2001, bien qu'elle n'offrait pas de changement visuel.
La Build 2542 (référence de compilation 2542.xpclient.010811-1534) sortit le 14 août 2001. C'était la première build à exiger aux testeurs l'utilisation de nouvelles sortes de clés produits. Comme la précédente build, cette build n'offrait aucune modification visuelle. Microsoft indiqua que cette build étant avant tout fournie pour diminuer le nombre de bugs 'corrigés' mais existants, pour découvrir les régressions bloquantes de dernière minute, et pour obtenir un dernier test de validation avant la RTM.
La Build 2545 fut renumérotée en build 2600 le 20 août 2001, et la firme commença à considérer cette build pour en faire la RTM, informant la presse de ses progrès et expliquant le reste de la planification du projet.
Et le 24 août 2001, la Build 2600 (référence de compilation 2600.xpclient.010817-1148) fut déclarée RTM, et fut distribuée aux fabricants de PC lors d'un événement médiatique sur le campus de Microsoft.
Le 25 octobre 2001, Windows XP fut distribué au public et aux revendeurs à travers le monde entier.